# Ebon-tenger
Az Ebon-tenger (angolul: Ebon Sea) a Csillagok háborúja elképzelt univerzumának egyik tengere.

## Leírása
Az Ebon-tenger a Geonosis bolygó egyik ritka vízgyűjtője. Ez az állóvíz posványos és szennyezett. A közelében levő Golbah verme, amelyben harci járműveket gyártanak, ide hagyja folyni a fölös kémiai anyagokat.
Ebben a tengerben és a környező szárazföldeken elszabadult acklayok vad állományai élnek és vadásznak. A mérgező kémiai anyagok miatt itt az acklayok egy új változata alakult ki, az úgynevezett mutáns acklay. Az Ebon-tenger iszapos fenekén hatalmas geonosisi hidrák élnek.

### Fordítás
- Ez a szócikk részben vagy egészben az Ebon Sea című Wookieepedia-szócikk fordítása. Az eredeti cikk szerkesztőit annak laptörténete sorolja fel.